# Cerro La Tiza
Cerro La Tiza – meteoryt kamienny należący do chondrytów oliwinowo-bronzytowych H4, znaleziony w 2002 roku w prowincji Ica w Peru. Z miejsca spadku pozyskano w sumie 3,74 kg materii meteorytowej w trzech fragmentach o masach: 3475 g, 235 g, 30 g.